# Slag bij Karánsebes
De Slag bij Karánsebes (ook bekend als de Terugtocht van Karánsebes) heeft in september 1788 bij de stad Caransebeș in de regio Banaat in het huidige Roemenië plaatsgevonden.

## Feit of fictie
De gebeurtenissen spelen zich af tijdens de Oostenrijks-Turkse Oorlog (1788-1791). Halverwege september 1788 trok het Oostenrijkse leger zich noordwaarts terug langs de rivier Timiş, van Karánsebes via Lugoj naar Timișoara. Het Turkse leger nam hierna de stad Karánsebes in. Ruim 40 jaar later verschenen berichten over een "veldslag" en rond het jaar 2000 werd deze slag in verschillende boeken genoemd als een van de grootste militaire blunders in de geschiedenis, omdat het Oostenrijkse leger slag met zichzelf had geleverd en zo'n 10.000 slachtoffers had gemaakt, inclusief een verwonding van Keizer Jozef II. Het gebrek aan eigentijdse bronnen in tegenstelling tot het grote aantal slachtoffers, doet vermoeden dat het hier gaat om een schromelijk overdreven legende.

## De legende
Het Oostenrijkse leger (zo'n 100.000 man) verbleef in kampementen rond de stad Karánsebes. In de nacht van 17 september staken verkennende huzaren, die op zoek waren naar Turkse troepen, de rivier Timiş over en stuitten op lokale zigeuners. Van hen kochten de huzaren een flinke lading drank. Ze wilden de drank niet delen met de later arriverende infanterie. Er ontstond een gevecht, iemand loste een schot en van schrik riep een van de soldaten dat de Turken op komst waren. Iedereen vluchtte terug naar de kampementen, waar de paniek oversloeg naar de aanwezige soldaten. Het Oostenrijkse leger bestond voor een groot deel uit Italianen, Serven, Kroaten, Hongaren en andere minderheden die veelal de Duitse bevelen niet verstonden. Officieren probeerden de orde te herstellen en riepen "Halt! Halt!", dat tot overmaat van ramp werd verstaan als "Allah! Allah!", waardoor iedereen op iedereen begon te schieten, zelfs op de losgeslagen paarden, die werden aangezien als Turkse cavalerie. Gevolg was dat 10.000 dode en gewonde soldaten achterbleven en Keizer Jozef II van zijn paard werd geduwd en in een beek belandde. Het later arriverende Turkse leger trof vol verbazing de vele slachtoffers aan en kon zonder moeite de stad innemen.
Aan de geloofwaardigheid van dit verhaal wordt zeer getwijfeld. De weinige bronnen stammen van 43 tot 59 jaar na het incident. Vanwege het grote aantal slachtoffers en de verwonding van de keizer is dit erg opmerkelijk.

## De terugtocht
Volgens een Duitstalige bron uit 1788 verliep het als volgt:
- Onderling artillerievuur tussen Turken en Oostenrijkers nabij Ilova, 20 km ten zuiden van Karánsebes.
- Gedeeltelijke terugtrekking noordwaarts van Oostenrijkse artillerie, vanwege grote verliezen en vernietigde kanonnen.
- Turkse artillerie wordt opgesteld om het Oostenrijkse kampement te beschieten.
- Er verschijnen berichten dat door foutieve communicatie twee (Oostenrijkse) generaals hun positie verlieten, dat ertoe leidde dat de vlaktes nu open liggen (voor de Turken) vanaf de bergen en de Donau.
- Keizer Jozef II beveelt de terugtrekking vanaf hun bedreigde positie via Caransebeș en Lugoj naar Timișoara
- De terugtocht vindt plaats in de nacht van 20 september 1788.
- De Turken achtervolgden de terugtrekkende keizerlijke troepen, met het gevolg dat deze troepen op de vlucht sloegen en noodgedwongen hun voorraden en munitie achterlieten.
- Tijdens de terugtocht braken Turken door de achterhoede heen en ze wisten ook een aanval door Oostenrijkse huzaren af te slaan.
- Met als gevolg dat de Turken de stad Karánsebes zonder moeite kunnen innemen. Ze steken enkele huizen in brand en begaan enkele plunderingen, maar trekken zich terug wanneer het Oostenrijkse leger zich in slagorde opstelt.
- In de volgende nacht wordt de Oostenrijkse terugtocht via Lugoj naar Timișoara voortgezet.
- Verschillende Oostenrijkse soldaten uit Walachije, die graag plunderden, verspreidden onder de bedienden die voorraden vervoerden en al voor de troepen naar Lugoj vooruit gestuurd waren, het gerucht dat de Turken er al gearriveerd waren.
- In Lugoj breekt paniek uit en de Oostenrijkers laten alles uit handen vallen in een poging om te vluchten voor het vermeende gevaar.
- Gedurende deze onrust, nog steeds in het donker, renden twee Oostenrijkse regimenten op elkaar in. Ze zien elkaar aan voor Turken en openen beiden het vuur.
- Hierbij gaan 15 kanonnen, 64 wagens vol munitie en een groot deel van de bagage verloren. Wat slachtoffers betreft wordt gesproken over 1200 gewonde soldaten, die naar het fort Urad worden gebracht.

Er wordt geen totaal aantal slachtoffers van de hele campagne genoemd, dus ook niet het getal 10.000 en ook de verwonding van de keizer wordt niet vermeld.